# 厄韦尔河铁路桥

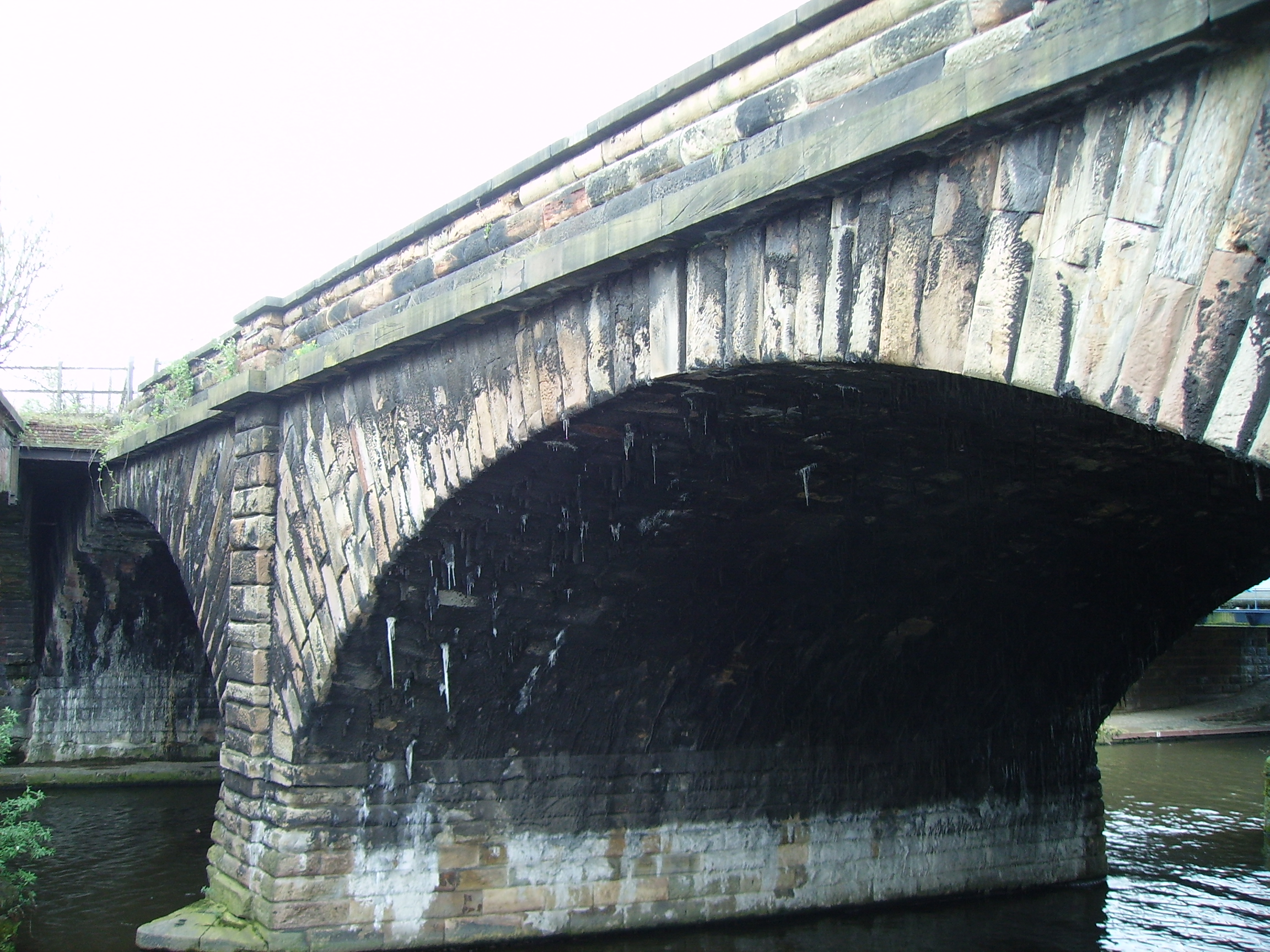
厄韦尔河铁路桥

厄韦尔河铁路桥（英語：River Irwell Railway bridge），英國石铁路桥，位于英格兰曼彻斯特的沃特路附近，1830年由喬治·史蒂芬生设计。1988年6月20日，厄韦尔河铁路桥列入英国登錄建築。
厄韦尔河铁路桥由一个略倾斜的桥面以及两个弓形拱（two segmental arches on a slightly skewed plan）构造而成。跨度为66英尺（20）。